# Pescadoras valencianas
Pescadoras valencianas es un cuadro del pintor español Joaquín Sorolla, terminado en 1915. Está realizado en óleo sobre lienzo y tiene un tamaño de 201 x 133 cm. Se encuentra en el Museo Sorolla, en Madrid. 
En el cuadro se muestras tres mujeres con las ropas al viento, que esperan en la orilla la llegada de las barcas.